# 亚马尔-欧洲管道
亚马尔-欧洲天然气管道（俄语：Ямал — Европа），是一条长4,107公里（2,552英里）的管道，它的起點位於俄罗斯亚马尔半岛和西西伯利亚的天然气田，途徑白俄罗斯，終點位於波兰和德国。

## 历史
亚马尔-欧洲管道的规划始于1992年。1993年，俄罗斯、白俄罗斯和波兰签署了政府间条约。1994年，Wingas开始建造波兰段的亚马尔-欧洲管道。1997年，第一批天然气通过白俄罗斯-波兰走廊输送到德国。白俄罗斯和波兰部分的管道于1999年9月竣工。2006 年，在所有加壓站建成後，該管道輸氣量達到了每年約330億立方米（每年 1.2 萬億立方英尺）天然氣的額定容量。建設管道的總成本估計為360億美元。
2005 年時原定計劃建造管道的第二段。2007年11月1日，俄羅斯工業和能源部長維克托·赫里斯堅科表示，該計劃已被放棄，因為北溪天然氣管道的建設是首要任務。

### 俄烏戰爭影響
2022年4月以前俄羅斯至少有7次對波蘭的天然氣供應限制或中斷。2022年4月26日俄羅斯天然氣工業股份公司宣布將停止通過亞馬爾-歐洲管道向波蘭以及保加利亞輸送天然氣，因為兩國都拒絕俄羅斯在2022年俄羅斯入侵烏克蘭之後要求以俄羅斯盧布支付天然氣的要求。
波蘭表示，由於其天然氣儲存設施已滿75%（可確保40-180天的供應），波蘭-立陶宛天然氣管道於2022年5月投入運營，因此預計天然氣供應不會中斷，波蘭和挪威之間的波羅的海天然氣管道也將於10月投入運營。另外波蘭也可以通過位於希維諾烏伊希切的液化天然氣接收站進口天然氣。截至2022年9月29日，通過亞馬爾-歐洲管道從德國到波蘭的東向輸氣穩定。